# Kapušianske Kľačany
Kapušianske Kľačany (in ungherese Nyarádkelecsény) è un comune della Slovacchia facente parte del distretto di Michalovce, nella regione di Košice.